# Cheilotrichia hamiltoni
Cheilotrichia hamiltoni är en tvåvingeart som först beskrevs av Alexander 1939.  Cheilotrichia hamiltoni ingår i släktet Cheilotrichia och familjen småharkrankar. Inga underarter finns listade i Catalogue of Life.